# Église Saint-Michel-la-Palud d'Angers
L'église Saint-Michel-la-Palud d'Angers était une église romane du Xe siècle située dans la ville d'Angers en France.
L'église a été détruite au début du XIXe siècle et seul le presbytère est resté debout. Il est inscrit au titre des monuments historiques depuis 1947.

## Histoire

### Fondation
L'église fut fondée en 996. Elle fut construite à la fin du Xe siècle alors qu'Angers se remet lentement des invasions vikings, l'église Saint-Michel-la Palud témoigne du renouveau urbain qui s'amorce. De style roman, l'église est agrandie au XIIIe siècle. 

### Disparition
L'église est ruinée à la fin du XVIIIe siècle et détruite définitivement au début du XIXe siècle.

### Évolution du vocable
L'église a toujours porté ce vocable.

### Évolution du statut durant la période d'activité
Cet édifice a toujours été l'église siège de la paroisse de Saint-Aubin.